# Engystomops pustulosus
Engystomops pustulosus är en groddjursart som först beskrevs av Cope 1864.  Engystomops pustulosus ingår i släktet Engystomops och familjen Leiuperidae. IUCN kategoriserar arten globalt som livskraftig. Inga underarter finns listade i Catalogue of Life.